# Ibn al-Muqaffa
Œuvres principales
- Al-Adab al-Kabîr
- Kalila et Dimna

Abdallah Ibn al-Muqaffa (en arabe : عبد الله بن المقفع) est un secrétaire de l'administration omeyyade puis abbasside, célèbre littérateur perse et premier grand prosateur de langue arabe. Il naît vers 720 à Gour (actuelle Firuzabad), dans le Fars (Iran). Il se convertit à l'islam à l'âge adulte et meurt à 36 ans, en 756 à Basra, exécuté sur l'ordre du calife Al-Mansour.
Ibn al-Muqaffa est considéré comme le père de la littérature d'adab et de la prose arabe. Il est aussi l'un des premiers traducteurs d’œuvres persanes et indiennes vers l'arabe. Ses principaux ouvrages sont le Grand Adab (Al-Adab al-kabîr), premier essai de formulation explicite du concept d'adab, et Kalîla wa Dimna, traduction et adaptation des Fables de Bidpaï (à partir de la version de Borzouyeh écrite en  moyen perse), dont l'introduction expose certains des traits caractéristiques de l'adab.

## Biographie

### Origine et formation
D'origine persane, son nom persan est Rûzbeh. En se convertissant à l'islam, il prit le nom d'Abdallah et la kunya de Abû Muhammad. Il naquit dans une noble famille persane manichéenne de la ville de Gour. La famille suivit son père, Dâdhuweh, qui s'installa à Basra à une époque indéterminée. Les sources indiquent que Dâdhuweh ne se convertit jamais à l'islam, mais qu'en revanche il apprit rapidement l'arabe et qu'il devint l'un des clients des Banu l-Ahtam de la tribu de Tamim. Il intégra alors l'administration responsable du kharâj dans l'Irak à l'époque d'al-Hajjaj.
Ibn al-Muqaffa signifie "le fils du recroquevillé". La tradition rapporte que son père, Dâdhuweh, fut accusé d'avoir détourné des biens en profitant de sa charge de percepteur des impôts. Il fut alors soumis à la torture par al-Hajjaj, et eut probablement les doigts brisés. On lui attribua dès lors le sobriquet d'"al-Muqaffa" ("le recroquevillé"), et ce nom passa dans celui du fils.
Ibn al-Muqaffa grandit donc sous la protection des Banu l-Ahtam à Basra, à l'époque où la ville devenait avec Kufa le centre culturel de l'empire musulman. Les sciences auxiliaires (lexicographie, grammaire, science des généalogies, des lectures du Coran, connaissance des traditions anciennes, etc.) avaient commencé de se différencier, et de nombreux maîtres s'étaient établis à Basra, ce qui explique l'excellence de la formation qu'il reçut. Les sources indiquent en effet qu'il était cultivé en arabe et en persan, et qu'il était d'une grande éloquence dans les deux langues, à l'oral comme à l'écrit.

### Sa carrière de secrétaire
Certaines sources indiquent qu'Ibn al-Muqaffa assista très tôt son père dans ses fonctions administratives. Il occupa son premier poste de kâtib à l'âge de vingt ans environ, dans le Kerman. Il s'occupa alors de la correspondance officielle de gouverneurs et d'officiers omeyyades, notamment Omar Ibn Hubayra puis son frère, Daoud Ibn Hubayra.
Après la révolution abbasside, Ibn al-Muqaffa devint le kâtib de l'oncle du calife al-Mansour, Aïssa Ibn Ali, gouverneur de Basra. C'est à cette époque qu'il se convertit à l'islam.

### Conversion à l'islam
La sincérité de la conversion d'Ibn al-Muqaffa a été mise en doute. Al-Biruni pense qu'il est resté manichéen. Le chapitre de Kalila et Dimna où Borzouyeh s'interroge sur la religion indique une tendance sceptique,. Mais il est difficile d'établir dans quelle mesure ce passage a été ajouté ou seulement adapté par le traducteur. On sait qu'il a écrit une critique du Coran, dont on n'a conservé que des fragments, mais on ignore si cette critique est antérieure à sa conversion. Rita Moucannas Mazen termine un article sur Ibn al-Muqaffa en ces termes : « Il a conclu une alliance avec l’islam dont il connaît les textes saints par cœur, mais cette alliance n’est pas un engagement inconditionnel. »

### Sa mort
Les sources traditionnelles prétendent qu'Ibn al-Muqaffa fut condamné à mort en 756 pour hérésie. Mais aujourd'hui, la plupart des chercheurs soulignent que sa fin prématurée eut surtout des causes à la fois personnelles et politiques,,.
Ibn al-Muqaffa aurait été chargé par ses patrons de rédiger le texte de la grâce que le calife al-Mansour avait accordée à son frère, Abdallah Ibn Ali, qui s’était révolté. Le secrétaire aurait accompli cette tâche avec tant de zèle et en formulant des engagements si lourds que le calife était obligé de s'y tenir. Celui-ci aurait alors décidé de se débarrasser de ce secrétaire encombrant, et il chargea de l'exécution le gouverneur de Basra, Sufyan Ibn Mu'awiya al-Muhallabi, qui avait lui-même des griefs personnels contre Ibn al-Muqaffa.
Cette version de la mort d'Ibn al-Muqaffa est certes plus crédible que la version officielle de son hérésie, car elle met en relation sa condamnation avec le contexte politique de l'époque. Cependant, l'histoire de l'exécution du secrétaire, fondateur de l'adab, pour avoir "trop bien écrit" une lettre officielle, comprend une dimension hagiographique évidente, et en raison de laquelle on ne cesse de s'interroger sur les circonstances exactes de sa mort.

## Œuvres
Mort à 36 ans, Ibn al-Muqaffa laissa derrière lui de nombreuses œuvres originales et des traductions qui devinrent rapidement des classiques de la littérature d'adab, et furent intégrés à la formation de base des secrétaires. Il est considéré comme l'un des pères de la prose arabe. Une partie seulement de son œuvre nous est parvenue. Certains ouvrages nous sont connus par des citations dans des ouvrages postérieurs. Malheureusement, les auteurs n'en citent souvent que de brefs passages, arguant qu'il est inutile de citer longuement Ibn al-Muqaffa en raison de la très grande célébrité de ses livres.

### Al-Adab al-kabîr(Le Grand adab)
Al-Adab al-kabîr, Le Grand adab, est considéré comme le premier essai de formulation explicite du concept d'adab. Il s'agit d'un court ouvrage d'éthique (adab) divisé en deux parties, l'une traitant des puissants et du comportement que leur entourage doit adopter à leur égard pour les conseiller et les seconder dans l'exercice du pouvoir ; la deuxième partie est consacrée à l'amitié, aux relations entre amis, à l'art de les choisir et de les bien traiter.

### Al-Adab al-saghîr(Le Petit adab)
Al-Adab al-saghîr, Le Petit adab, est un recueil de morceaux philosophiques, de sapiences et de conseils. Ibn al-Muqaffa tire l'essentiel de ces maximes et pensées de son adaptation de Kalîla et Dimna.

### Al-Risâla fî l-sahâba(L'épître sur l'amitié)
L'attribution de ce texte à Ibn al-Muqaffa est incontestée. Il s'agit d'un ensemble de conseils politiques adressés au calife. On le désigne aussi comme Epître sur les compagnons du souverain.

### Kalîla wa Dimna
Ibn al-Muqaffa est aussi l'auteur d'une traduction des textes manichéens de Mazdak, dont il ne nous reste rien. Cest une série de fables qui reprend la dictature du roi de son époque qu'il représente sous des animaux (le lion est le roi, etc). On a aussi une critique du Coran, dont seuls quelques fragments nous sont connus.

## Influence et postérité

### Questions d'attribution
Jusqu'à la fin du XXe siècle, certains historiens de la littérature attribuaient à Ibn al-Muqaffa des traductions de commentaires et de livres de la Logique d’Aristote (du grec ou du syriaque vers l'arabe). Ces traductions ont par la suite été attribuées à son fils, Muhammad, également fonctionnaire de l'administration d'al-Mansour. Mais une nouvelle édition du texte en 1978 a ranimé le débat : Dominique Urvoy soutient qu'il pourrait être d'Ibn al-Muqaffa lui-même, tandis que Joseph van Ess maintient l'attribution à son fils Muhammad. Selon Gérard Troupeau, le texte est d'Abu Muhammad 'Abdallah Ibn al-Muqaffa (Abu Muhammad signifie : « le père de Muhammad »).

### Ibn al-Muqaffa dans La Fontaine?
Le poète français Jean de La Fontaine inspiré par Kalîla wa Dimna vers 1644, s'est inspiré de ces fables qu'il a connues par le biais d'une version intitulée Le livre des lumières ou la conduite des rois, publiée par Gilbert Gaulmin, et d'une traduction en latin de la version arabe,. Quelques-unes de ces fables bien connues sont : Le Chat, la Belette et le Petit Lapin, Les Deux Pigeons, L'Ours et l'Amateur des jardins, La Laitière et le Pot au lait), en tout une vingtaine. Puisque la version arabe d'Ibn al-Muqaffa a été la source des traductions effectuées en Europe - le texte original en sanskrit ayant été perdu - on peut à bon droit affirmer que La Fontaine s'est inspiré, bien qu'indirectement, de Kalila et Dimna,.